# کاستل دی کازیو
کاستل دی کازیو (به ایتالیایی: Castel di Casio) یک کومونه در ایتالیا است که در استان بولونیا واقع شده‌است.

## خصوصیات
کاستل دی کازیو ۴۷٫۴۵ کیلومترمربع مساحت و ۳٬۴۴۵ نفر جمعیت دارد و ۵۳۳ متر بالاتر از سطح دریا واقع شده‌است.

## خواهرخوانده
شهر کامایوره خواهرخواندهٔ کاستل دی کازیو هست.